# William Droegemueller
William Herbert Droegemueller, detto Bill (7 ottobre 1906 – 23 febbraio 1987), è stato un astista statunitense.

## Palmarès

### Olimpiadi
- Argento a Amsterdam 1928 nel salto con l'asta.